# Troglodytae
Als Troglodytae (troglodieten, "holbewoners") worden verschillende, als op lager ontwikkelingsniveau staand dan het eigen beschouwde, etnische groepen benoemd. Verschillende auteurs in de oudheid noemen volkeren van Troglodytes of Trogodytes, waaronder Herodotos, Hanno, Agatharchides, Diodoros van Sicilië, Strabo en Plinius de Oudere.

## Trogodieten in de Sahara
De naam Trogodytai (zonder L) werd voor het eerst vermeld in de 5e eeuw v.Chr. door Herodotos in boek 4 van zijn Historiën als Trogodytai Aithiopes (Τρωγοδύται Αἰθίοπες), een volk in het zuiden van "Libië" dat door de Garamanten bejaagd werd. Ze waren naar verluidt het snelvoetigste hem vermelde volk. Ze aten slangen, hagedissen en andere kruipende dieren, en hadden een taal die op geen andere leek, met geluiden "als van vleermuizen". De etymologie van de naam is onduidelijk. Deze door Herodotos genoemde "Ethiopische Trogodieten" werden in meer detail beschreven door Artemidorus van Ephesos: ze leefden als nomadiserende vee-fokkers en leefden in gemeenschap van vrouwen en kinderen. Ze waren mogelijk de voorouders van de huidige Toeboe in de centrale Sahara.  
Bij Strabo vindt men de volksetymologische afleiding van trogle (τρώγλη - "grot") en dynai (δῦναι - "ingaande") waarna de naam betrokken werd op allerlei  in grotten wonende volksgroepen.  
De vorm Trogodytai bleef gebruikelijk in Ptolemeïsch Egypte tot de 1e eeuw voor Christus, met name voor de bewoners  van de Afrikaanse kust van de Rode Zee. Bij de Romeinse auteurs werd bijna altijd de vorm Trogodytae gebruikt, ook als een algemene naam voor holbewoners. 

## Troglodieten aan de Rode Zee
Strabo en de anonieme auteur van de Periplus Maris Erythraei beschrijven Troglodieten aan de Afrikaanse kust van de Rode Zee (het "Troglodietenland", Oudgrieks: Τρωγλοδυτική) waar zich onder andere ook de belangrijke haven  Berenice Troglodytica bevond. Ze waren een pastoraal volk, dat volledig leefde van het vlees van hun kuddes, of, in het weideseizoen, van een mengsel van melk en bloed.

In Boek XVII van zijn Geographika vermeld Strabo een naar verluidt van Eratosthenes afkomstig bericht:
«τὰ δὲ κατωτέρω ἑκατέρωθεν Μερόης παρὰ μὲν τὸν Νεῖλον πρὸς τὴν Ἐρυθρὰν Μεγάβαροι καὶ Βλέμμυες͵ Αἰθιόπων ὑπακούοντες͵ Αἰγυπτίοις δ᾽ ὅμοροι· παρὰ θάλατταν δὲ Τρωγλοδύται· διεστᾶσι δὲ εἰς δέκα ἢ δώδεκα ἡμερῶν ὁδὸν οἱ κατὰ τὴν Μερόην Τρωγλοδύται τοῦ Νείλου.»
„In de landen wederzijds onder Meroë wonen van de Nijl tot de Rode Zee de Megabari en de Blemmyes, tot Ethiopië gehorend maar aan Egypte grenzend;  aan de zee wonen echter de Troglodyten; tien tot twaalf dagreizen zijn deze Troglodyten ten oosten van Meroë verwijderd van de Nijl.“
De Periplus Maris Erythraei beschrijft ze als "viseters" (ichtyophagoi), die verspreid in grotten in smalle dalen leven. Ten zuiden van hen wonen barbaren (barbaroi), verder in het binnenland jagersvolken ("wildeters") en verzamelaars (mosxophagoi, "twijgeneters") onder hun respectieve stamhoofden.
Nabij Adulis lagen volgens de Periplus de kleine zandige Alalaei-eilanden (Dahlak-archipel), waar de viseters schildpadpantsers brachten voor de ruilhandel.
Plinius de Oudere vermeldt een eiland in de Rode Zee genaamd Topazos. Hier werd de semi-edelsteen olivijn gevonden. De naam ging later over op de edelsteen topaas. Volgens Plinius bezaten de Troglodyten zeewaardige schepen. Het eiland Cytis, waarschijnlijk het huidige Zabargad-eiland, waar eveneens olivijn gevonden wordt, zou door tijdens een storm daarheen verdreven Troglodytische zeerovers ontdekt zijn. Verder zou zich in het land der Troglodyten een "zonnenbron" (fons solis) bevonden hebben die tijdens het midden van de dag koel zoetwater en 's nachts warm zoutwater zou geven.
Eusebius schreef dat de Troglodytae de sambuca uitgevonden. hadden. Athenaeus schreef In zijn Deipnosophists dat Pythagoras over de Rode Zee-Trogodytae vermeldde dat ze hun pandura's uit de witte mangrove maakten, en dat Euphorion in zijn boek over de Isthmische Spelen schreef dat ze sambuca's bespeelden met vier snaren zoals de Parthen.

## Andere volkeren
Volgens Aristoteles (Hist. An. VIII. 12) woonde een dwergvolk van Troglodytes aan de bovenloop van de Nijl. Ze bezaten paarden en waren naar zijn mening de uit Egyptisce bronnen bekende Pugmaios.
In zijn Geographika noemt Strabo ook een stam van Troglodytae die samen met de Krobyzoi in Scythia Minor woonde, nabij de Ister (Donau) en de Griekse koloniën Callatis en Tomis.